# Vrpolje (miasto Szybenik)
Vrpolje – wieś w Chorwacji, w żupanii szybenicko-knińskiej, w mieście Szybenik. W 2011 roku liczyła 776 mieszkańców.